# Muara Sindang Tengah
Muara Sindang Tengah is een bestuurslaag in het regentschap Ogan Komering Ulu Selatan van de provincie Zuid-Sumatra, Indonesië. Muara Sindang Tengah telt 595 inwoners (volkstelling 2010).